# Pierre Richard (banquier)
Pour les articles homonymes, voir Richard et Pierre Richard (homonymie).
Pierre Richard est haut fonctionnaire et un banquier français né le 9 mars 1941, fondateur et président de 1987 à 2008 de Dexia, banque de financement des collectivités locales et services publics. Il a présidé (2005-2011) Le Monde Investisseurs, structure de financement du journal Le Monde, et il est vice-président de l’Association française des banques (syndicat des banques privées françaises).

## Biographie

### Une carrière de haut fonctionnaire
Après l’École polytechnique (promotion X 1961), Pierre Richard devient membre du corps des Ponts et Chaussées et poursuit son cursus dans l'étude de la planification urbaine à l’université de Pennsylvanie (1966-1967).
Il est ensuite nommé à l'établissement public d’aménagement de la ville nouvelle de Cergy-Pontoise, dont il devient directeur général adjoint en 1970. Il est par la suite conseiller technique au cabinet du secrétaire d'État au logement (1972-1974), puis en 1974, à la présidence de la République pour suivre les dossiers des collectivités locales, de l’aménagement du territoire, de l’environnement, de l’urbanisme et de la construction.
Nommé en 1978, directeur général des collectivités locales au ministère de l’Intérieur, il participe à l’élaboration des projets de loi de décentralisation. De janvier 1983 à juin 1993, il est directeur général adjoint de la Caisse des dépôts et consignations (CDC), responsable du département des prêts aux collectivités locales. C'est lors de ce dernier mandat que lui vient l'idée de bâtir une grande banque des collectivités locales.

### Dexia: de la fondation au naufrage
En octobre 1987, Pierre Richard transforme l'ancienne Caisse d'aide à l'équipement des collectivités locales (CAECL) en une nouvelle banque, le Crédit local de France (CLF). Il est alors nommé président du directoire de l’établissement puis en devient président-directeur général le 1er décembre 1993, à la suite de la privatisation de celui-ci. Il procède à la fusion du CLF avec le Crédit communal de Belgique. Le groupe devient alors Dexia.
Coprésident du groupe Dexia en décembre 1996, il est, du 1er décembre 1999 au 29 septembre 2008, administrateur délégué du groupe et président du comité de direction, également président du conseil de surveillance de Dexia Crédit local.
Lui et les autres dirigeants de la banque privilégient dans les années 2000 une politique de croissance externe avec de nombreux achats et prises de participation dont la plus connue sera la société américaine Financial Security Assurance.
La Cour des comptes critique sévèrement la mauvaise gestion de la banque malgré des premiers signaux annonciateurs de la crise en 2007,.
Au plus fort de la crise financière mondiale, alors que la banque est incapable de se financer, les États belge et français doivent injecter 3 milliards d'euros chacun pour empêcher le défaut de paiement.
Pierre Richard est contraint de démissionner le 29 septembre 2008 de la présidence du conseil d'administration sous la pression des politiques,.
En octobre 2011, pris dans la tourmente de la crise bancaire européenne et à proche de la faillite, Dexia est démantelé. Ses actifs peu sûrs (on parle de 90 milliards d'euros de valeur faciale) seront administrés par une entité ad hoc (bad bank) sous la responsabilité des États belge et français,.
Selon le quotidien Le Figaro, Pierre Richard perçoit chaque année près de 600 000 euros de retraite-chapeau, entraînant dans les comptes de la banque une provision de plus de 11 millions d'euros. En février 2012, le représentant de l'État français au conseil d'administration de Dexia aurait demandé à ce dernier d'envisager les moyens possibles pour réclamer à l'ancien président du groupe les sommes versées. Fin 2012, le conseil d'administration engage un recours contre Pierre Richard : celui-ci a reçu une rémunération de 400 000 euros en 2006 et en 2007 en tant que président du conseil d'administration, puis une rente de 563 750 euros, enfin 300 000 euros au titre de sa retraite chapeau. Cette rente est réduite de moitié à la suite d'un accord signé le 13 mars 2013.

### Polémique
Le banquier aurait été confondu avec son célèbre homonyme, l'acteur Pierre Richard, au sujet d'une pétition qu'il aurait signé contre l'ouverture d'un commerce alimentaire de proximité dans le 6ème arrondissement de Paris, ce qui a engendré des railleries sur les réseaux sociaux concernant ces privilégiés qui pestent contre le bruit des livraisons matinales et celui supposé des hordes de sauvageons qui pourraient dégrader avec leurs déchets, la petite place pavée située entre la rue Bréa et la rue Vavin, lieu où doit être implantée la nouvelle superette. Même la députée socialiste de l'arrondissement a justifié cette poussée préalable de discrimination sociale, en appuyant la démarche des célèbres pétitionnaires, "on est différent, on a envie de garder nos spécificités, l’aspect culturel de Montparnasse, l’accès au beau, une qualité de vie… Ne pas être dans cette marche forcée », explique-t-elle pour rejeter « une forme d’uniformisation ».

### Autres fonctions
- Février 1991 - mars 1993 : Président du Groupement des institutions financières spécialisées (GIFS)
- Mars 1994 à 1999 : Président du conseil d’administration de l'École nationale des ponts et chaussées.
- Depuis 1995 : Président du conseil d’administration du Monde Investisseurs (structure de financement du journal Le Monde)
- Depuis février 2004 : vice-président de l’Association française des banques
- Depuis février 2004 : membre du Comité Exécutif de la Fédération bancaire française
- membre du comité de pilotage de Paris Europlace
- membre de l’Institut international d’études Bancaires
- membre du Conseil d’orientation de l'Institut de l'entreprise
- Depuis janvier 1999 : expert au Conseil d’administration de la Banque européenne d'investissement (BEI)
- Depuis 2006 : président du Festival d'automne à Paris
- Administrateur :
  - Depuis octobre 1997 : Air France
  - Du journal Le Monde
  - Depuis le 22 février 2000 : Crédit du Nord
  - Depuis juin 2001 : Generali France Holding

## Prix et récompenses
- Officier de la Légion d'honneur
- Officier de l'ordre national du Mérite
- Commandeur de l'Ordre de Léopold II

## Apparition vidéo
Il apparaît comme l'un des participants aux dîners du Siècle dans le documentaire Les Nouveaux Chiens de gardes de Gilles Balbastre, réalisé en 2011.

## Publications
- Les Communes françaises d’aujourd’hui (coauteur : Michel Cotten), PUF, coll. « Que sais-je ? », 1983
- Le Temps des Citoyens, coll. « Politique d’aujourd’hui », PUF, 1995
- Les Citoyens au cœur de la décentralisation, éditions de l’Aube, 2003

### Presse
- Un portrait dans L'Expansion en 2000, « Pierre Richard : le banquier de choc qu'on n'attendait pas ».
- Un article du journal Le Monde sur le « rapport Richard » pour la maîtrise des dépenses des collectivités locales.
- « Quand Dexia rêvait de conquérir le monde », Le Figaro, 5 octobre 2011.